# Ivan Picelj
Ivan Picelj (28 juillet 1924 à Okučani - 22 février 2011 à Zagreb) est un peintre et graphiste croate.
Cofondateur, au début des années 1950, du groupe EXAT 51 (Experimental Atelier 1951), groupe d'artistes revendiquant le droit à l'expérimentation artistique, à l'abstraction et, par-dessus tout, à une liberté totale et indépendante de l'expression artistique face au réalisme socialiste.
En 1961, il fut l'un des fondateurs du mouvement international Nouvelle tendance, inscrivant Zagreb comme l'un des centres du néo-constructivisme européen et de l'Op art.
Ivan Picelj est représenté en France depuis 1959 par la galerie Denise René à Paris.
Site internet officiel : http://picelj.com/